# Семья Наполеона

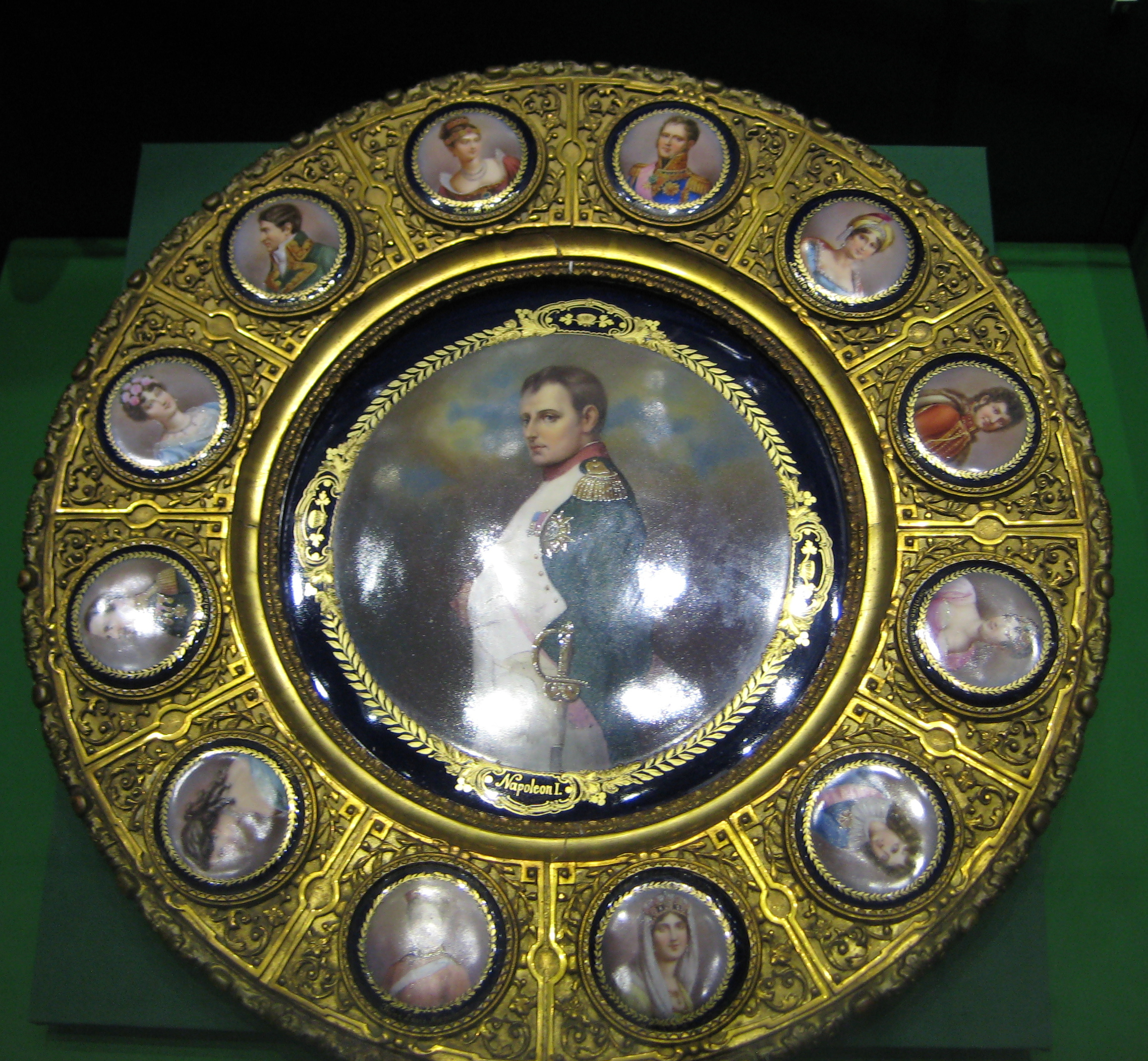
Столешница с изображением членов семьи Наполеона

Коронация Наполеона

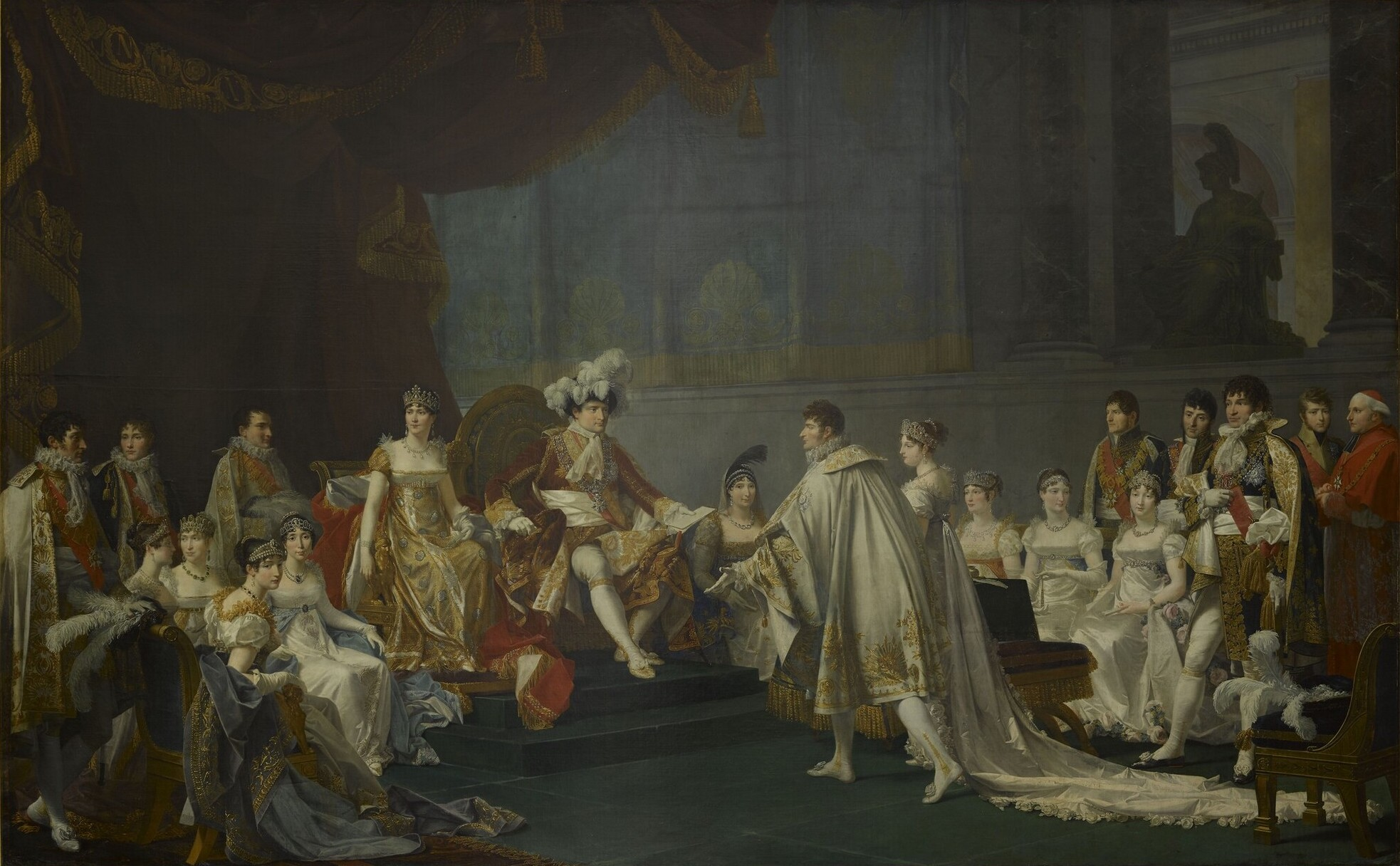
Брак Жерома Бонапарта и Екатерины Вюртембергской

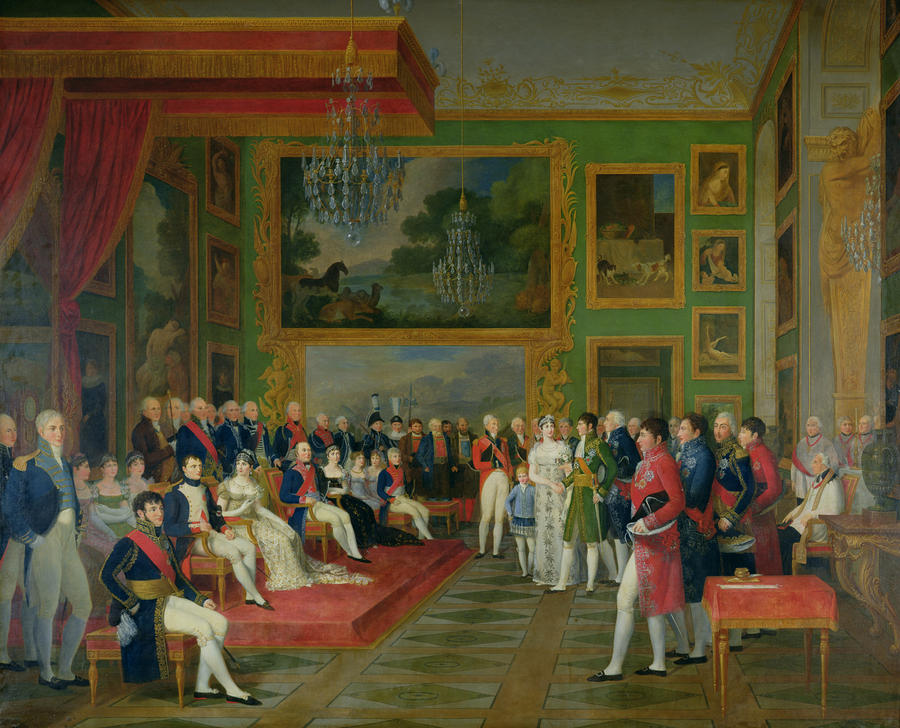
Брак Эжена Богарне

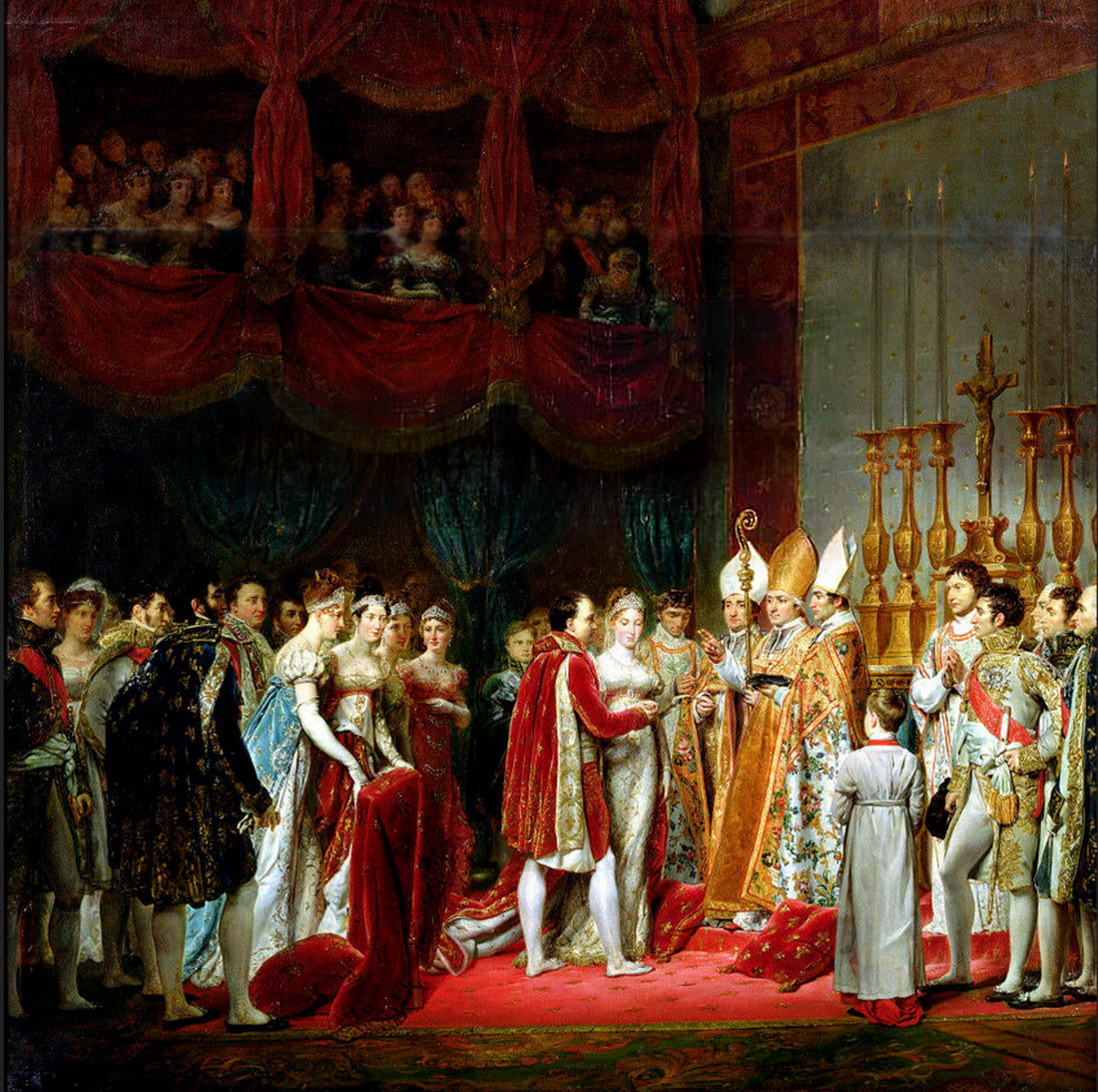
Брак Наполеона и Марии Луизы

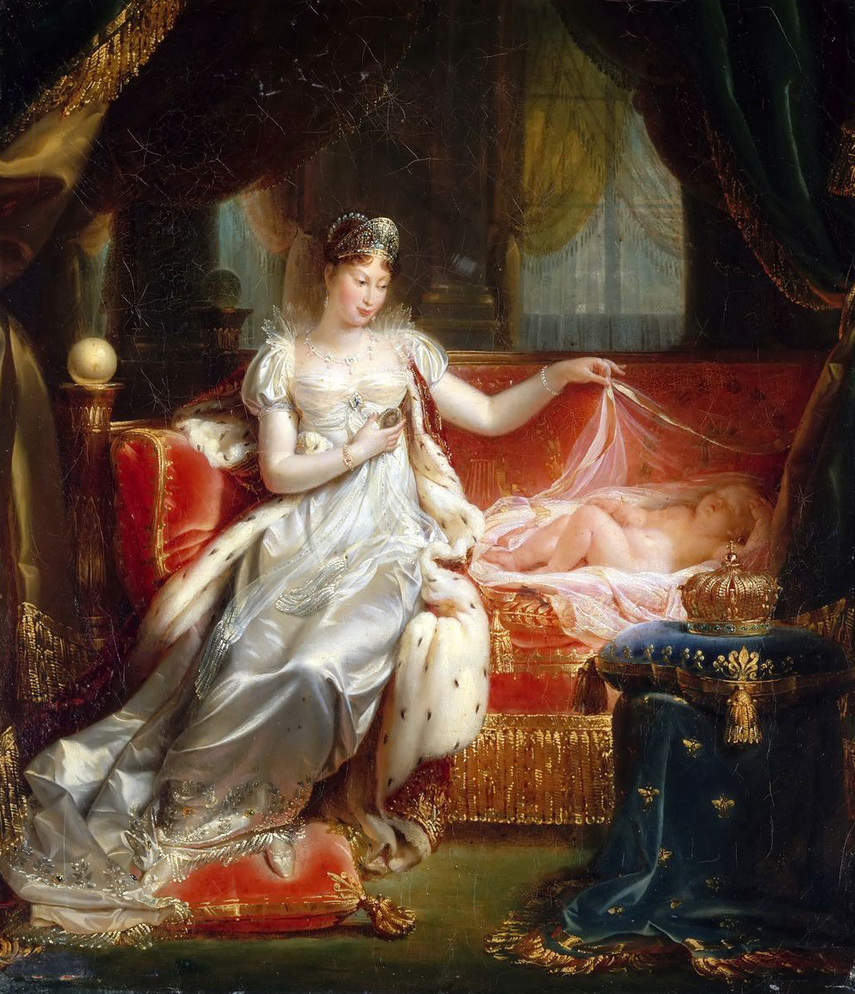
Мария Луиза Австрийская с сыном Наполеона — Наполеоном II

Семья Наполеона — круг ближайших родственников Наполеона Бонапарта, многих из которых он поставил во главе завоеванных им государств.
Большую часть своей взрослой жизни Наполеон был женат на вдове Жозефине Богарне, которая не родила ему собственных детей. Его семья состояла из его братьев и сестер, а также из родственников и детей Жозефины. Второй брак с Марией-Луизой Австрийской был заключён только в 1810 году, а единственный законный сын родился в 1811 году, незадолго до свержения Наполеона.

## История
В рамках политики офранцуживания корсиканской элиты управляющий Корсикой Шарль Луи де Марбёф в 1770 году предоставил все привилегии французской знати тем корсиканцам, которые сумеют доказать получение дворянского титула не менее двух веков назад. Великий герцог Тосканский официально подтвердил дворянство Джузеппе, отца Карло (отец Наполеона), а затем архиепископ Пизы признал его «флорентийским патрицием». Карло ходатайствовал о признании Бонапартов одним из 78 дворянских семейств острова, и 13 сентября 1771 года корсиканский Высший совет, проследив историю семьи до флорентийских корней, официально подтвердил ее благородное происхождение. Семья получила фамилию «де Буонапарте». Именно так указывал свою фамилию Наполеон до переезда во Францию: Napoleone di Buonoparte.

## В искусстве
«Ну, что, князь, Генуя и Лукка стали не больше, как поместьями фамилии Бонапарте».(«Война и мир», Лев Толстой)
Представители семьи Наполеона фигурируют во многих изобразительных памятниках французского ампира.

## Семья Бонапарте
1. Карло Буонапарте + Летиция Рамолино — родители Наполеона. Имели следующих детей — его братьев и сестер:
  1. Наполеоне Бонапарте (1764/1765 — 17 августа 1765) — умер младенцем
  2. Мария Анна Бонапарт (3 января 1767 — 1 января, 1768) — умерла младенцем
  3.  Жозеф Бонапарт (1768—1844), король Испании. С 1794 года женат на Жюли Клари. (У Жюли была младшая сестра Дезире (1777—1860), которая в 1798 году вышла замуж за Жана Бернадота и стала королевой Швеции). У пары было 2 детей:
    1. Зенеида Бонапарт (8 июля 1801 — 8 августа 1854);
    2. Шарлотта Бонапарт (31 октября 1802 — 3 марта 1839).

  4. Наполеон
  5. Мария Анна Бонапарт (14 июля 1771 — 23 ноября, 1771) — умерла младенцем
  6.  Люсьен Бонапарт (1775—1840), князь Канино и Музиньяно. 1-й брак — Кристина Бойер (fr), 2-й брак — Александрина де Блешам. Всего 14 детей, см. В их числе:
    1. Шарль Люсьен (1803—1857), князь Канино, выдающийся зоолог; в 1822 году женился на Зенаиде, дочери Жозефа Бонапарта
    2. Поль Бонапарт (1808—1827)
    3. Луи Люсьен (1813—1891)
    4. Пьер Наполеон (1815—1881)

  7. Элиза Бонапарт (1777—1820), великая герцогиня Тосканская. Муж — Феликс Паскаль Баччиоки.
  8.  Луи Бонапарт (1778—1846), король Голландии. Жена — Гортензия Богарне, падчерица Наполеона.
    1.  Наполеон Луи (1804—1831), король Голландии Людовик II, носил также титул великого герцога Клеве-Бергского. Жена — Шарлотта Бонапарт, дочь Жозефа
    2.  Наполеон III Бонапарт (1808—1873)

  9. Полина Бонапарт (1780—1825), герцогиня Гвасталлы. Муж — принц Камилло Боргезе
  10. Каролина Бонапарт (1782—1839), великая герцогиня Клевская. Муж — Иоахим Мюрат. Имели 4 детей
  11.   Жером Бонапарт (1784—1860), король Вестфалии. 2-я жена — Екатерина Вюртембергская
    1. Жером Наполеон Шарль (1814—1847)
    2. Матильда (1820—1904). Муж — Анатоль Демидов
    3. Наполеон Жозеф (1822—1891). Жена — Клотильда Савойская
      1. Виктор (1862—1926), впоследствии глава дома Бонапартов. См. далее линию наследования
      2. Луи Наполеон Жозеф Жером Бонапарт (16/07 1864 — 4/10 1932), русский генерал
      3. Летиция (1866—1926), замужем за своим дядей, королём Испании, Амадеем I.
2. Кардинал Жозеф Феш — дядя Наполеона, единоутробный брат Летиции (сын её матери от второго брака).

## Семья Богарне
Первая жена Наполеона, не родив ему детей, сумела обеспечить отличное положение своим детям от первого брака.
1. Жозефина Богарне + Александр де Богарне. Их дети:
  1. Гортензия Богарне. Муж — Луи Бонапарт, брат Наполеона.
  2. Евгений де Богарне (1781—1824), герцог Лейхтенбергский. Жена — Августа Амалия Баварская, дочь Максимилиана I, короля Баварии и Августы, ландграфини Гессен-Дармштадтской. Супруги имели 7 детей:
    1. Жозефина Максимилиана Евгения Наполеоне (1807—1876), с 1823 замужем за Оскаром I Бернадотом, королём Швеции и Норвегии
    2. Евгения Гортензия Августа (1808—1847)
    3. Август Шарль Эжен Наполеон (1810—1835), герцог Лейхтенбергский, герцог де Санта-Круз; жена с 1834 — Мария II, королева Португалии
    4. Амелия Августа Евгения Наполеоне (1812—1873), муж с 1829 — Педру I, император Бразилии
    5. Теоделинда Луиза Евгения Августа Наполеоне (1814—1857)
    6. Каролина Клотильда (1816)
    7. Максимилиан Лейхтенбергский (1817—1852), герцог Лейхтенбергский, князь Романовский; жена с 1839 — великая княжна Мария Николаевна, дочь императора Николая I Павловича.

Племянницы Александра де Богарне:
- Стефания де Богарне (1789—1860), великая герцогиня Баденская

- Богарне, Эмилия Луиза. Муж — Лавалетт, Антуан Мари Шаман.

## Жены Наполеона
- 1-я жена: (с 9 марта 1796, Париж) Жозефина де Богарне (1763—1814), императрица французов. Общих детей не имели. В разводе с 16 декабря 1809 года.
- 2-я жена: (с 1 апреля 1810, Сен-Клу) Мария-Луиза Габсбург-Лотарингская (1791—1847), эрцгерцогиня Австрийская, императрица французов.

## Дети
С первой женой развелся, в частности, из-за её бездетности. Имел одного единственного законнорожденного сына (от второй жены):
- Наполеон II Бонапарт (1811—1832)

### Приёмные дети
(дети Жозефины де Богарне от 1-го брака)
- Евгений де Богарне (1781—1824), герцог Лейхтенбергский
- Гортензия де Богарне (1783—1837), герцогиня де Сен-Ле, королева Голландии

(двоюродная племянница 1-го мужа Жозефины де Богарне)
- Стефания де Богарне (Stéphanie de Beauharnais) (1789—1860), великая герцогиня Баденская

### Внебрачные дети
Всего у Наполеона по подсчетам разных историков было от 20 до 50 любовниц, от которых он имел следующее потомство:
- Элеонора Денюэль де Ла Пленье (ум. 1868)
  - Шарль Леон (1806—1881)
- Мария Лончинская, графиня Валевская (1786—1817)
  - Александр Валевский (1810—1868)
- Альбина де Монтолон (1779—1848)
  - Жозефина Наполеоне де Монтолон[англ.] (1818—1819) (предположительно)
- Victoria Kraus
  - Karl Eugin von Mühlfeld (предположительно)
- неизвестная
  - Жюль Бартелеми-Сент-Илер (1805—1895)